# Krajišnici
Krajišnici (en serbe cyrillique : Крајишници) est un village de Serbie situé sur le territoire de la Ville de Loznica, district de Mačva. Au recensement de 2011, il comptait 869 habitants.
Krajišnici est officiellement classé parmi les villages de Serbie.

## Démographie

### Évolution historique de la population
| 1948 | 1953 | 1961 | 1971  | 1981  | 1991  | 2002  | 2011 |
| ---- | ---- | ---- | ----- | ----- | ----- | ----- | ---- |
| 535  | 590  | 857  | 1 144 | 1 103 | 1 003 | 1 048 | 869  |

|  |